# Michael Bates (ator)
Michael Bates (Jhansi, 4 de dezembro de 1920 — Cambridge, 11 de janeiro de 1978) foi um ator britânico nascido em Jhansi, Províncias Unidas, na Índia.

## Biografia
Bates serviu como major da unidade gurca em Mianmar, antes de sua dispensa no final da Segunda Guerra Mundial. Em 1953, depois como um membro do conjunto com o Festival de Stratford em Stratford Ontario, ele apareceu em Richard III e All's Well That End's Well. Em 1956, ele apareceu no Hotel Paradiso, estrelado por Alec Guinness, no Winter Garden Theatre, em Londres.

## Filmografia selecionada
- Carrington V.C. (1955) – Major Broke-Smith
- Dunkirk (1958) – Froome
- I'm All Right Jack (1959) – Bootle
- Dr. Strangelove (1964) – USAF Guard
- Bedazzled (1967) – Inspector Clarke
- Here We Go Round the Mulberry Bush (1968) – Mr. McGregor
- Hammerhead (1968) – Andreas / Sir Richard
- Don't Raise the Bridge, Lower the River (1968) – Dr. Spink
- Salt and Pepper (1968) – Inspector Crabbe
- Oh! What a Lovely War (1969) – Drunk Lance Corporal
- Battle of Britain (1969) – Warrant Officer Warwick
- Arthur? Arthur! (1969) – Mr. Harrington
- Patton (1970) – Field Marshal Sir Bernard Montgomery
- Every Home Should Have One (1970) – Magistrate
- The Rise and Rise of Michael Rimmer (1970) – Mr. Spimm
- A Clockwork Orange (1971) – Chief Guard Barnes
- Frenzy (1972) – Sergeant Spearman
- No Sex Please, We're British (1973) – Mr. Needham
- Fall of Eagles (1974) - General Erich Ludendorff
- The Bawdy Adventures of Tom Jones (1976) – Madman
- Gulliver's Travels (1977) – (voice)